# アッペンツェル・インナーローデン準州

アッペンツェル・インナーローデン準州の位置

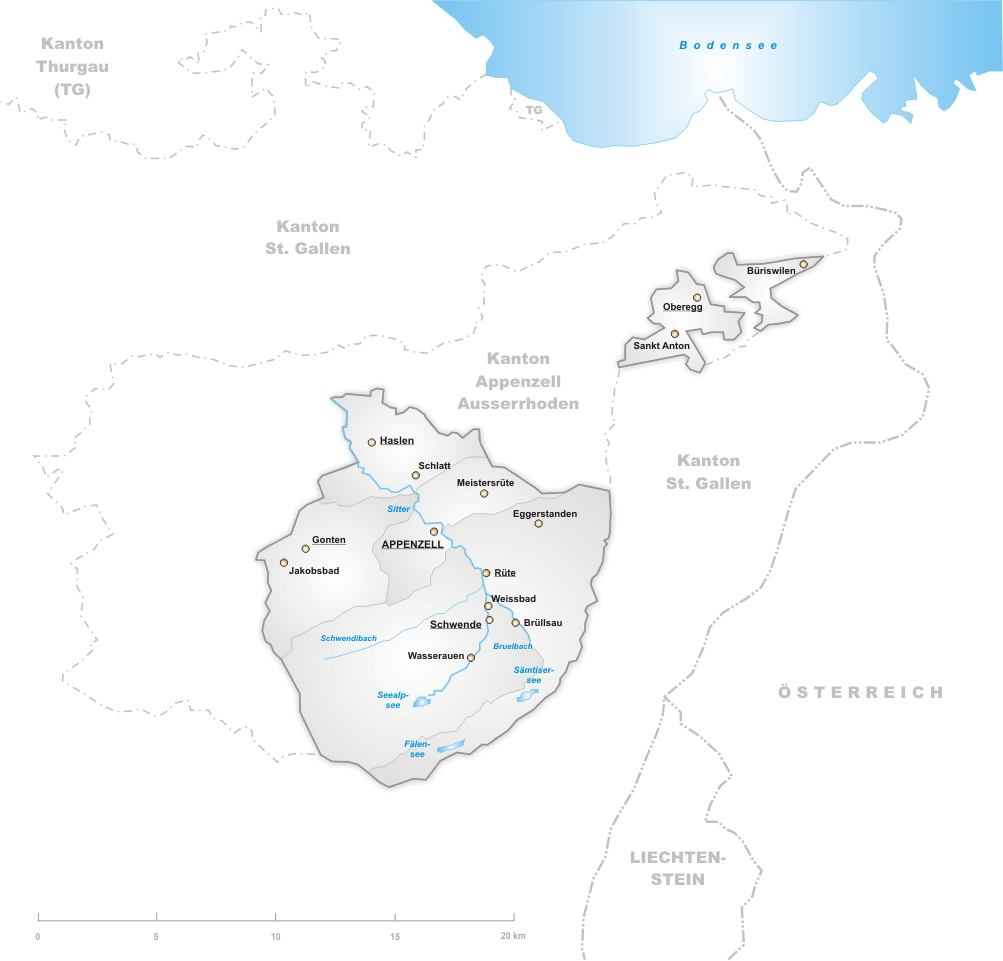
アッペンツェル・インナーローデン準州の地図

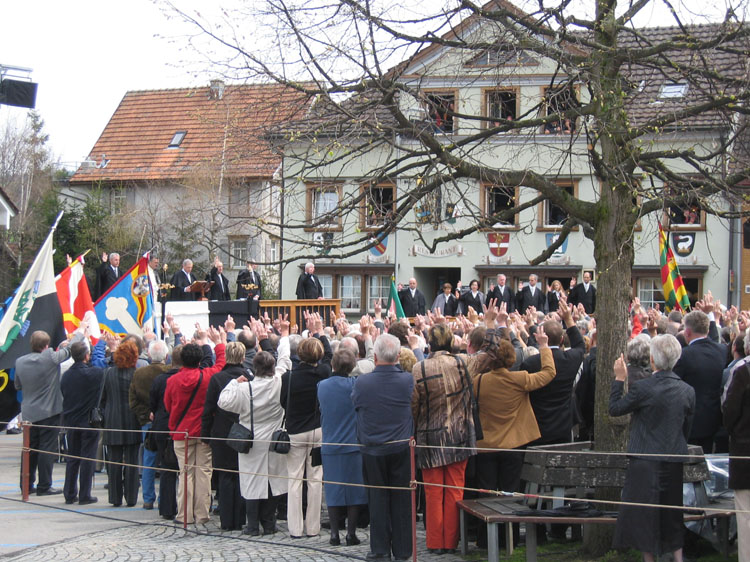
州民総会

アッペンツェル・インナーローデン準州（アッペンツェル・インナーローデンじゅんしゅう、Appenzell Innerrhoden）は、スイスのカントン（州）。フランス語ではアッペンゼル=ローザンテリュー（Appenzell Rhodes-Intérieures）という。人口は1万5974人（2015年12月）。州都はアッペンツェル。基礎自治体はなく、その代わりに6の行政区からなる。
スイスでもっとも人口の少ないカントンである。州の問題に対して、州民総会  (Landsgemeinde)  による直接民主制を現在も採用している2つのカントンのうちのひとつ（もう一つはグラールス州）。1991年の連邦裁判決まで、女性参政権は認められていなかった。

## 地理
アッペンツェル・インナーローデン準州はスイスの北東に位置している。

## 歴史
1597年にそれまでのカントンアッペンツェルからカントンアッペンツェルアウターローデンがプロテスタントカントンとして分離した際に、残りの部分がカトリックカントンのカントンアッペンツェルインナーローデンとなった。

## 行政区
アッペンツェル・インナーローテン準州に基礎自治体は設置されておらず、その代わりに以下の6つの行政区 (Bezirk) がその機能を果たしている。
| 行政区 (Bezirk)                       | 人口 (2015年12月) | 面積 (km²) |
| ------------------------------------- | ----------------- | ---------- |
| アッペンツェル (Appenzell)            | 5,822             | 16.9       |
| ゴンテン (Gonten)                     | 1,442             | 24.7       |
| オーベルエック (Oberegg)              | 1,916             | 14.7       |
| リューテ (Rüte)                       | 3,525             | 40.9       |
| シュラット・ハスレン (Schlatt-Haslen) | 1,110             | 17.9       |
| シュヴェンデ (Schwende)               | 2,159             | 57.5       |
| 合計 (6)                              | 15,974            | 172.6      |